# Persefona
Persefona, także Kora (gr. Περσεφόνη Persephónē, gr. Κόρη Kórē; łac. Proserpina – dziewczyna) – w mitologii greckiej małżonka Hadesa, władczyni świata podziemnego i opiekunka dusz zmarłych. Córka Demeter i Zeusa. W mitologii rzymskiej utożsamiono ją z Prozerpiną.

## W mitach
Została porwana przez Hadesa, gdy wraz z towarzyszkami bawiła się na łące. Kiedy próbowała zerwać piękny kwiat narcyza, ziemia rozwarła się i pojawił się Hades na złotym rydwanie, uprowadzając ją do swego królestwa. Zrozpaczona Demeter przez dziewięć dni i nocy poszukiwała córki, aż poruszony jej cierpieniem Helios wyznał bogini prawdę. Rozgniewana Demeter opuściła Olimp i zabrała ziemi płodność. Zaniepokojony losem głodujących ludzi Hades zgodził się zwrócić jej córkę pod warunkiem, że Kora podczas dalszego pobytu w podziemiach nie spożyje żadnego owocu z drzew rosnących w jego królestwie. Tymczasem świadom skutków podstępu, sam poczęstował ją przed odejściem owocem granatu. Ostatecznie Zeus zdecydował, że Kora-Persefona dziewięć miesięcy będzie spędzała z matką, a trzy z mężem. Łączyło się to ze zmianą pór roku: kiedy powracała do matki, nastawała wiosna, a gdy wracała do krainy podziemia, rozpoczynał się okres zimowy. 
Mit o porwaniu Persefony jako pierwszy przytoczył Hezjod.
Według innego z mitów bogini zakochała się w młodym Adonisie i nie chciała zwrócić go Afrodycie, która powierzyła go jej na wychowanie jako dziecko. Spór rozsądził Zeus wyrokiem, by Adonis spędzał z każdą z bogiń pół roku.

## Kult
Kult Persefony i Demeter był podstawą misteriów eleuzyjskich, w Atenach obchodzono na jej cześć misteria w okresie Antesteriów. Świątynie Persefony znajdowały się w Koryncie, Megarze, Sparcie i w Lokrach Zachodnich (Epizefyryjskich) w południowej Italii. Przedstawiano ją jako groźną, zasiadającą u boku męża władczynię podziemi, z pochodnią lub makiem w ręku.
Kult Persefony rozwinęli orficy. Bezdzietnemu w klasycznej wersji mitu związkowi Hadesa i Persefony przypisano jako córki Erynie, zaś sama Persefona ze związku z Zeusem miała urodzić Zagreusa.

## Literatura dodatkowa
- Andrzej M. Kempiński, Encyklopedia mitologii ludów indoeuropejskich, Warszawa: Iskry, 2001, ISBN 83-207-1629-2
- Mała encyklopedia kultury antycznej A–Z, Warszawa: PWN, 1983, ISBN 83-01-03529-3
- Joël Schmidt, Słownik mitologii greckiej i rzymskiej, Katowice: Książnica, 1996, ISBN 83-7132-266-6